# ایل بایندر

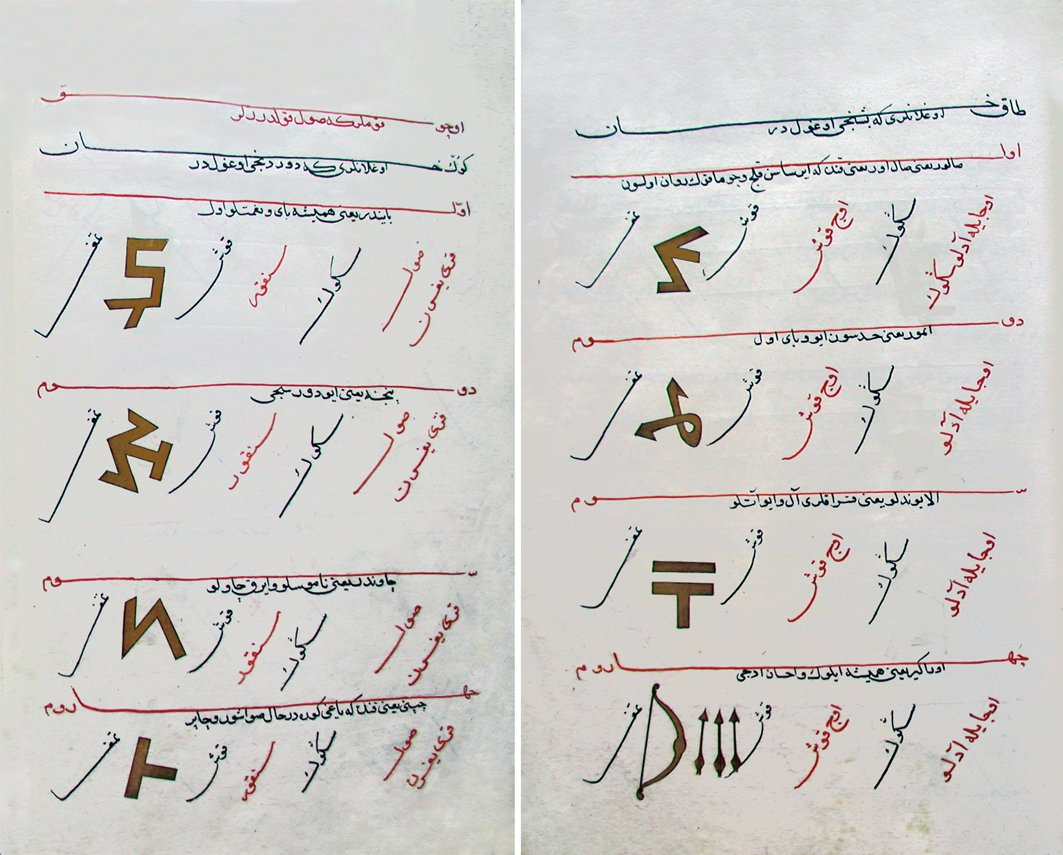
صفحه ای از کتاب سلجوقنامه، معرفی تمغای تُرکان اغوز. قرن ۱۵ میلادی (تمغای بایندر، صفحه سمت چپ، تمغای اول)

بایندر (ترکی استانبولی: Bayındır boyu) نام ایلی از قبایل اصلی بیست و چهارگانه تُرکان اغوز است که در تاریخ رشیدالدین آورده شده‌است. در کتاب ده ده قورقود نیز مترادف نام یکی از حکام اوغوز ذکر گردیده‌است. طهرانی، مورخ مشهور این سلسله، در کتاب دیار بکریه شجره‌نامه طور علی بیک را با ۵۱ نسل به اوغوزخان شخصیت افسانه‌ای ایل اوغوز می‌رساند که البته چندان قابل اعتماد نیست. به هر حال نام ایل بایندر در سده چهاردهم میلادی در آسیای صغیر سر زبان‌ها افتاده بود. این فرضیه وجود دارد که بایندری‌ها در فتح آسیای صغیر به دست سلجوقیان شرکت داشته‌اند. ایل بایندر پس از سقوط آق‌قویونلوها در تریپولی، حلب و نیز در جنوب سیواس اسکان گزیدند. سلسله آق‌قویونلو تیره‌ای از ایل بایندر بودند، همچنین بایندر یکی از تیره های بزرگ اتحادیه ایلی گوکلان را تشکیل میدهند.